# Base Presidente Eduardo Frei Montalva

Situation de la base Pdt E. Frei Montalva sur l'île du Roi-George

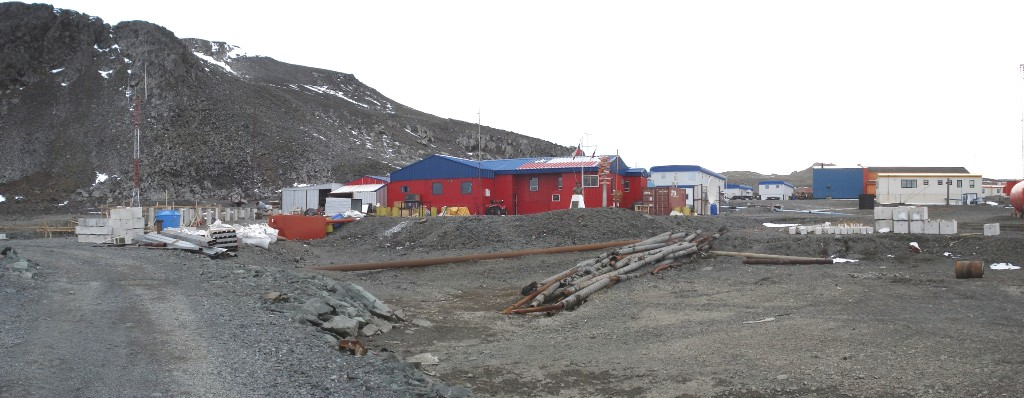
La base Presidente E. F. Montalva

La base Presidente Eduardo Frei Montalva est une des principales bases antarctiques du Chili. Elle se trouve dans la partie de l'Antarctique revendiquée par le Chili (territoire chilien de l'Antarctique, dans la région de Magallanes et de l'Antarctique chilien).

## Localisation
À une altitude de 10 mètres, elle est située sur la péninsule Fildes, zone dépourvue de glace, face à la Bahía Fildes (Maxwell Bay), à l'ouest de l'île du Roi-George, dans les îles Shetland du Sud. À seulement 200 mètres se trouve la base russe Bellingshausen et à 1 km une autre base chilienne, la base Profesor Julio Escudero.

## Histoire
La base appelée « Eduardo Frei », commença à opérer en 1969 comme centre météorologique. Mais les installations se développant elle fut renommée « base Teniente Rodolfo Marsh ». Cependant le centre météorologique a gardé son nom d'origine. Depuis les années 1990, l'ensemble de la base fut renommé « base Presidente Eduardo Frei Montalva » en l'honneur de Eduardo Frei Montalva (1911-1982), qui fut président de la république chilienne de 1964 à 1970.

## Infrastructures
La base a la particularité de posséder une piste d'atterrissage de 1 300 m, qui en fait un endroit stratégique d'un point de vue logistique et touristique. Elle permet de recevoir 50 vols intercontinentaux et 150 intracontinentaux par saison, destinés au transport de vivres, de matériel pour de nombreuses bases du secteur et de passagers (civils, militaires et touristes).
De plus elle abrite la Villa Las Estrellas, un hôpital, une école, une banque, un bureau de poste et un petit supermarché.

## Population

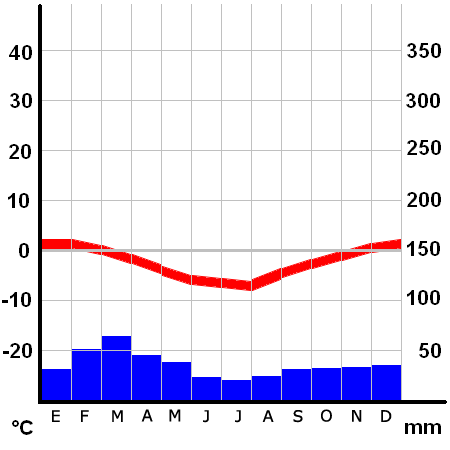
Climogramme de la base. En rouge : temp. ; en bleu : précip.

La population maximale en saison d'été est de 150 personnes, alors qu'en hiver elle est réduite à 80 personnes.

## Climat
Comme toutes les zones de la péninsule Antarctique libres de glaces permanentes et proches de la mer, le climat est de type polaire océanique. La végétation se rapproche de celle de la toundra. La température moyenne la plus froide (juillet) est de −6,3 °C, la plus chaude est (janvier) 1,4 °C et la moyenne annuelle est −2,4 °C. Les précipitations cumulées les plus hautes sont 62,5 mm en mars et les plus basses sont  et celles annuelles de 405 mm.